# Escuela de Negocios Harvard

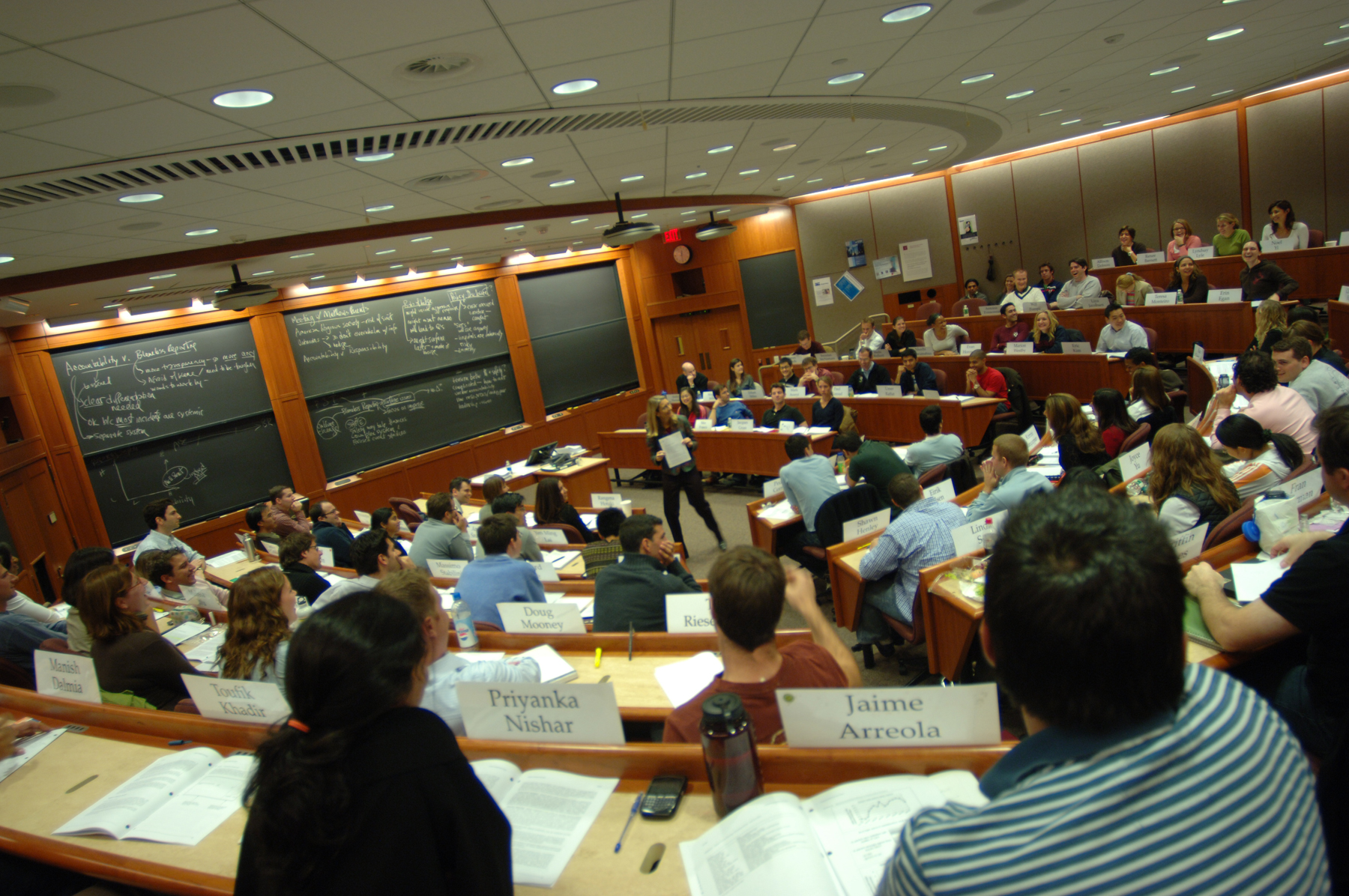
Un aula de la Escuela de negocios Harvard durante una clase.

La Escuela de Negocios Harvard (en inglés, Harvard Business School o HBS) es una de las escuelas de postgrado de la Universidad de Harvard y una de las principales escuelas de negocios del mundo.
Fue fundada en 1908 dentro de la Facultad de Humanidades, en Cambridge (Massachusetts), pasando a ser un centro separado en 1913. Su primera promoción constaba de 59 estudiantes. En los años 1920, el tamaño de la promoción alcanzó la cifra de 500 estudiantes. En 1927, la escuela se trasladó a su actual localización en Allston, al otro lado del Río Charles; de allí la costumbre de referirse al resto de la Universidad Harvard como "los de la otra orilla del río". En 1965 fueron admitidas las primeras mujeres para cursar un MBA.
La escuela ofrece un programa a tiempo completo de MBA, un programa doctoral DBA y varios programas de educación de ejecutivos, no ofrece en la actualidad el Executive MBA. Las Publicaciones de la Escuela de negocios de Harvard, editan libros de negocios, herramientas gerenciales para Internet, casos de estudio y la famosa revista de negocios Harvard Business Review.
Actualmente tiene 1800 estudiantes de MBA, 91 alumnos del doctorado DBA, y un total de 234 profesores. El precio de la matrícula actual de un MBA es de 101.660 dólares.

## Reputación
La Escuela de negocios Harvard es una de las instituciones educativas con mayor prestigio del mundo y aparece de manera consistente en el listado de las mejores escuelas de negocios de Estados Unidos, siempre entre las cinco primeras y alternándose puestos con las mundialmente prestigiosas Stanford GSB, Escuela de negocios Booth y Escuela Wharton.
Actualmente se ubica en el primer lugar según U.S. News (compartiendo plaza con Stanford GSB), tercera según la lista de Financial Times (detrás de Wharton y la Escuela de negocios de Londres), segunda según la revista Business Week (detrás de Chicago Booth), y cuarta según la revista The Economist (ranking también liderado por Chicago Booth).

## Unidades académicas
Las facultades de la escuela de negocios están divididas en diez unidades académicas: Contaduría y Gerencia, Negocios, Gobierno y Economía internacional, Gerencia emprendedora, Finanzas, Gerencia General, Marketing, Negociación, Organizaciones y mercados, Comportamiento organizacional, Estrategia y Tecnología y Gerencia de operaciones.

## Programa MBA
La escuela de negocios de Harvard ofrece un programa MBA de dos años. El primer año está constituido por cursos obligatorios y el segundo por cursos electivos. La admisión para el programa es uno de los procesos más selectivos del mundo entero, guardando especial cuidado en la experiencia de los candidatos, diversidad y excelencia académica, muestra de liderazgo, y diversidad de origen.
Actualmente el programa tiene 900 estudiantes, divididos en diez secciones (A-J). Estadísticamente, el 98% de los estudiantes que ingresan logran graduarse.

## Honores académicos
El más grande honor académico en la escuela de negocios es el Baker Scholar, el cual se entrega al mejor 5% de los graduados.
El estudiante o estudiantes que reciban las mejores notas en el primer año son premiados con el Ford Scholar.

## Profesores notables
- Elton Mayo, psicólogo y sociólogo del trabajo.
- Robert C. Merton, ganador del Premio Nobel de economía en 1997.
- Michael Porter, Profesor universitario, estrategia competitiva.
- Rakesh Khurana, comportamiento organizacional.

## Antiguos alumnos notables
- Eduardo Montealegre, político de Nicaragua.[5]
- Sebastián Piñera Echenique, presidente de Chile (2018-2022)[6]
- Felipe Calderón Hinojosa,  expresidente de México.[7]
- George W. Bush, expresidente de los Estados Unidos.[8]
- William Anders, astronauta de la NASA.[9]
- Michael Bloomberg, empresario y exalcalde de la ciudad de Nueva York.
- Nicholas F. Brady, Secretario de tesoro de los Estados Unidos
- Dan Bricklin, cocreador de la hoja electrónica VisiCalc
- Frank Carlucci, Secretario de Defensa de los Estados Unidos.
- Stephen Covey, Autor de “Los 7 Hábitos de las Personas Altamente Efectivas y cofundador de Franklin Covey.
- Fred Haise, astronauta de la NASA.
- Chai Ling, una de los líderes estudiantiles en las Protestas de la Plaza de Tian'anmen de 1989.
- John Lynch, gobernador del estado de Nuevo Hampshire
- Stanley Marcus, presidente de Neiman Marcus
- Robert S. McNamara, secretario de Defensa de los Estados Unidos y presidente del Banco Mundial.
- Mitt Romney, gobernador del estado de Massachusetts y Candidato presidencial.
- Jack Ryan, candidato para senador de los estados Unidos.
- Jeffrey Skilling, director ejecutivo de Enron.
- Domingo Felipe Cavallo, exministro de Economía de la República Argentina
- Ratan Tata, presidente de Tata Group
- Gérald Tremblay, alcalde de Montreal
- Flor Ayala diputada federal en México.
- Horacio Rodríguez Larreta, jefe de Gobierno de la Ciudad Autónoma de Buenos Aires
- Jack Valenti, presidente de Motion Picture Association of America
- Daniel Vasella, presidente y director ejecutivo de Novartis
- David Walters, gobernador del estado de Oklahoma
- Meg Whitman, presidente y director ejecutivo de eBay
- Sir Martin Sorrell, expresidente y director ejecutivo de WPP
- Nuri Şahin, exfutbolista y entrenador.